# Lokomotiva ČS8
ČS8 (rusky ЧС8 jako československá) je elektrická lokomotiva vyráběná v letech 1983–1989 v Československu ve Škodě Plzeň (tovární typ 81E) pro export do Sovětského svazu. Celkem bylo vyrobeno 82 kusů lokomotivy ČS8.
V současnosti jezdí na Ukrajině (Ukrzaliznycja) a v Rusku (Rossijskije železnyje dorogi).